# Erich Schulze (Politiker, 1949)
Erich Schulze (* 26. Juni 1949 in Daubitz; † 10. Februar 2023 ebenda) war ein deutscher Kommunalpolitiker.
Schulze schloss 1972 sein Studium an der TU Dresden als Diplom-Physiker ab. Danach war er als Physiker in Zittau und als Forschungsmitarbeiter zuletzt in der Glasindustrie in Bad Muskau tätig. Seit 1975 war er Mitglied der Provinzialsynode der Evangelischen Kirche des Görlitzer Kirchengebietes, später der Evangelischen Kirche der schlesischen Oberlausitz und bis 2008 der Landessynode der Evangelischen Kirche Berlin-Brandenburg-schlesische Oberlausitz.
Nachdem Schulze 1989 dem Neuen Forum angehört hatte, wurde er 1990 CDU-Mitglied und war von 1990 bis 1994 Landrat des Landkreises Weißwasser und von 1994 bis 2001 des Niederschlesischen Oberlausitzkreises. In seiner Amtszeit war er Vorsitzender des Regionalen Planungsverbandes Oberlausitz-Niederschlesien, des Zweckverbandes Verkehrsverbund Oberlausitz-Niederschlesien und Präsident des deutschen Teils der Euroregion Neiße.